# اریش منده
اریش منده (آلمانی: Erich Mende؛ ۲۸ اکتبر ۱۹۱۶ – ۶ مهٔ ۱۹۹۸) سیاست‌مدار اهل آلمان بود.